# Old Brookville
Old Brookville es una villa ubicada en el condado de Nassau en el estado estadounidense de Nueva York. En el año 2000 tenía una población de 2.167 habitantes y una densidad poblacional de 210 personas por km². Old Brookville se encuentra dentro del pueblo de Oyster Bay.

## Geografía
Old Brookville se encuentra ubicada en las coordenadas 40°49′38″N 73°36′7″O / 40.82722, -73.60194. Según la Oficina del Censo, la ciudad tiene un área total de 10,3 km² (4 mi²), de la cual 10,3 km² (4 mi²) es tierra y 0 km² (0 mi²) (0%) es agua.

## Demografía
Según la Oficina del Censo en 2000 los ingresos medios por hogar en la localidad eran de $133,192, y los ingresos medios por familia eran $155,731. Los hombres tenían unos ingresos medios de $88,562 frente a los $52,625 para las mujeres. La renta per cápita para la localidad era de $77,874. Alrededor del 2.4% de la población estaban por debajo del umbral de pobreza.